# Roi Et (stad)
Roi Et (Thais: ร้อยเอ็ด , ook wel Roiet vroeger Saket Nakhon) is een stad in Noordoost-Thailand. Roi Et is hoofdstad van de provincie Roi Et en het district Roi Et. De stad heeft ongeveer 36.000 inwoners.

## Naam van de stad
Letterlijk vertaald betekent de naam Roi Et 101. Deze naam refereert aan de oorspronkelijke 11 satellietsteden rond de stad en de 11 stadspoorten in de stadsmuur. Om het belang van de stad aan te duiden werd het nummer overdreven. In de volksmond wordt de stad vaak ook L.A. genoemd naar het Amerikaanse Los Angeles. Dit komt doordat de R vaak als L uitgesproken wordt en de E als de Engelse A.